# Ichneumon rathbunae
Ichneumon rathbunae is een vliesvleugelig insect (orde Hymenoptera) uit de familie van de gewone sluipwespen (Ichneumonidae). De wetenschappelijke naam van de soort werd in 2016 door Rebecca Kittel gepubliceerd als nomen novum voor Ichneumon atratus Schrank, 1802. Die naam was in 1790 door Johann Friedrich Gmelin al vergeven aan een andere sluipwesp.
De naam gedenkt Mary Jane Rathbun (1860–1943), een Amerikaans marien biologe.